# Cucullia heinickei
Cucullia heinickei är en fjärilsart som beskrevs av Charles Boursin 1968. Cucullia heinickei ingår i släktet Cucullia och familjen nattflyn. Inga underarter finns listade i Catalogue of Life.